# Hannah Modigh
Hannah Modigh est une photographe suédoise née le 11 avril 1980 à Stockholm.
Elle a grandi à Madras en Inde et vit en Suède.
Elle a reçu en 2010 le Prix suédois du livre photographique pour son livre Hillbilly Heroin, Honey, reportage effectué en 2006 à Saint-Charles (Virginie).

## Ouvrages
- Hillbilly Heroin, Honey, Stockholm, 2010, 172 p.  (ISBN 9789197696609)
- Sunday mornin' comin' down, Stockholm, 2012  (ISBN 978-91-978876-8-7)
- The Milky Way, Stockholm, 2014  (ISBN 9789187939037)
- Hurricane Season, Stockholm, 2016  (ISBN 9789171263728)